# IS-4 Jastrząb
IS-4 Jastrząb – polski, jednomiejscowy, szybowiec akrobacyjny konstrukcji drewnianej. Zaprojektowany w Instytucie Szybownictwa w Bielsku-Białej. Pierwszy szybowiec akrobacyjny zaprojektowany w powojennej Polsce.

## Historia

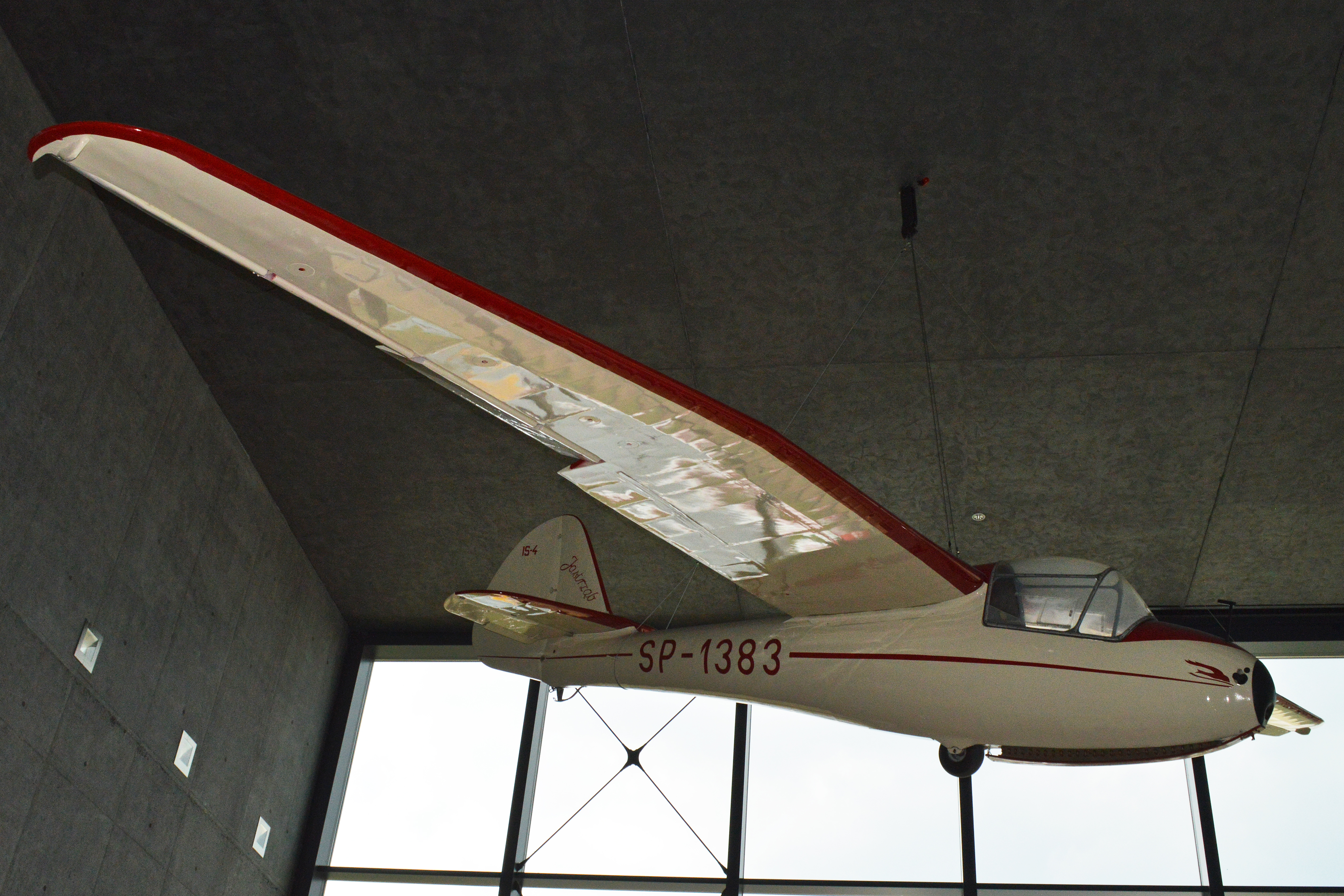
IS-4 Jastrząb w Muzeum Lotnictwa Polskiego w Krakowie

Po wojnie zaistniała potrzeba skonstruowania szybowca akrobacyjnego dla potrzeb szybownictwa. W 1949 w Instytucie Szybownictwa w Bielsku-Białej zaprojektowano szybowiec konstrukcji drewnianej, w układzie wolnonośnym grzbietopłata, wzorując się koncepcyjnie na niemieckim szybowcu akrobacyjnym „Habicht”. Pracami konstrukcyjnymi kierował inżynier Józef Niespał. Projekt nazwano „Jastrząb”.
21 grudnia 1949 r. prototyp IS-4 Jastrząb, ze znakami rejestracyjnymi SP-999, został oblatany przez Piotra Mynarskiego. Okazało się, że szybowiec dobrze się pilotuje – poprawienia wymagały hamulce aerodynamiczne i osłona kabiny pilota. Dzięki dobrym właściwościom lotnym oraz wytrzymałej konstrukcji „Jastrząb” został dopuszczony do wykonywania pełnej akrobacji. Drugi prototyp, oznaczony jako SP-1001, zbudowano bez hamulców aerodynamicznych, klap oraz kółka. W trakcie prac wprowadzano w nim te elementy wyposażenia. Oblot drugiego prototypu nastąpił 5 kwietnia 1950 r.
W kwietniu 1952 wyprodukowano dziesięć „Jastrzębi” w Szybowcowym Zakładzie Doświadczalnym (powstałym na bazie wcześniejszego Instytutu Szybownictwa w Bielsku-Białej). W następnym roku, powstało 25 kolejnych szybowców wyprodukowanych w Krośnie z czego trzy sztuki „Jastrzębia” wyeksportowano do NRD i Chin.
IS-4 Jastrząb przez długi okres pozostawał na wyposażeniu aeroklubów. Potocznie nazywany przez pilotów „siekierą”, ze względu na prędkość opadania i doskonałość. W wyniku ankiety przeprowadzonej wśród regionalnych aeroklubów będących użytkownikami szybowca Jastrząb dotyczącej zachowania się szybowca w czasie eksploatacji oraz wymagań Instytutu Lotnictwa. Szybowcowy Zakład Doświadczalny postanowił, że powstanie nowa, ulepszona wersja oznaczona IS-4 Jastrząb-seria 55, która wejdzie do produkcji. Przeciągające się uzgodnienia oraz negocjacje z Instytutem Lotnictwa spowodowały, że Jastrząb – seria 55 nie doczekał się realizacji a dokumentacja została przekazana do archiwum. W zbiorach Muzeum Lotnictwa Polskiego w Krakowie znajdują się dwa zachowane eksponaty IS-4 Jastrząb, pierwszy przekazany do Muzeum po wystawie XX-lecia PRL, drugi egzemplarz trafił do Muzeum w 1970 z Aeroklubu Krakowskiego.

## Konstrukcja
Jednomiejscowy szybowiec akrobacyjny w układzie górnopłata.
Skrzydło dwudzielne, dwudźwigarowe, wyposażone w dwudzielne lotki kryte płótnem i płytowe drewniane hamulce aerodynamiczne.
Kadłub o konstrukcji półskorupowej, drewniany o przekroju owalnym. Kabina zakryta. Tablica przyrządów wyposażona w zakrętomierz elektryczny, prędkościomierz, wysokościomierz, wariometr, busolę.
Usterzenie pionowe składa się ze statecznika tworzącego nierozdzielną część z kadłubem oraz steru konstrukcji drewnianej. Statecznik kryty sklejką, ster płótnem. Usterzenie poziome składa się z niedzielonego statecznika krytego sklejką i steru krytego płótnem.
Podwozie stałe jednotorowe złożone z przedniej płozy, koła głównego oraz płozy ogonowej.